# Corophium brevis
Corophium brevis är en kräftdjursart som beskrevs av Robert Alan Shoemaker 1949. Corophium brevis ingår i släktet Corophium och familjen Corophiidae. Inga underarter finns listade i Catalogue of Life.